# Tích (toán học)
Trong toán học, tích toán học là kết quả của phép nhân, hoặc là một biểu thức nhận diện các nhân tố được nhân. Ví dụ: 6 tích của 2 và 3 (kết quả của phép nhân), còn {\displaystyle x\cdot (2+x)} là tích của {\displaystyle x} và {\displaystyle (2+x)} (chỉ ra 2 nhân tố nên được nhân với nhân).
Thứ tự mà số thực hoặc số phức được nhân không ảnh hưởng đến kết quả nhân; tính chất này gọi là tính giao hoán. Với nhân tử là ma trận toán học hoặc thành viên thuộc các số đại số kết hợp khác, tích toán học thường phụ thuộc vào thứ tự của nhân tử. Ví dụ, phép nhân ma trận và phép nhân trong các đại số khác nói chung là không giao hoán.
Có rất nhiều loại tích khác nhau trong toán học: ngoài việc là phép nhân giữa các số, đa thức hoặc ma trận, người ta cũng định nghĩa phép nhân trên nhiều cấu trúc đại số khác nhau. Tổng quan về các loại tích khác nhau được đưa ra ở đây.

## Tích của hai số

### Tích của 2 số tự nhiên

3 nhân 4 bằng 12

Đặt các viên đá vào một hình chữ nhật có {\displaystyle r} hàng và {\displaystyle s} cột cho ra
{\displaystyle r\cdot s=\sum _{i=1}^{s}r=\sum _{j=1}^{r}s}
viên đá.

### Tích của 2 số nguyên
Số nguyên gồm số dương và số âm. Hai số được nhân tương tự các số tự nhiên, ngoại trừ quy tắc bổ sung về dấu của kết quả:
{\displaystyle {\begin{array}{|c|c  c|}\hline \times &-&+\\\hline -&+&-\\+&-&+\\\hline \end{array}}}
Nói thành lời:
- Âm nhân Âm ra Dương
- Âm nhân Dương ra Âm
- Dương nhân Âm ra Âm
- Dương nhân Dương ra Dương

### Tích của 2 phân số
Nhân hai phân số bằng cách nhân tử số với tử số, mẫu số với mẫu số:
{\displaystyle {\frac {z}{n}}\cdot {\frac {z'}{n'}}={\frac {z\cdot z'}{n\cdot n'}}}

### Tích của 2 số thực
Xem Xây dựng trường số thực cho định nghĩa chính xác của tích của 2 số thực.

### Tích của 2 số phức
Nhân 2 số phức bằng luật phân phối và định nghĩa {\displaystyle \mathrm {i} ^{2}=-1}:
{\displaystyle {\begin{aligned}(a+b\,\mathrm {i} )\cdot (c+d\,\mathrm {i} )&=a\cdot c+a\cdot d\,\mathrm {i} +b\cdot c\,\mathrm {i} +b\cdot d\cdot \mathrm {i} ^{2}\\&=(a\cdot c-b\cdot d)+(a\cdot d+b\cdot c)\,\mathrm {i} \end{aligned}}}

#### Ý nghĩa hình học của phép nhân số phức

Biễu diễn số phức trong hệ tọa độ cực.

Số phức có thể được viết trong hệ tọa độ cực:
{\displaystyle a+b\,\mathrm {i} =r\cdot (\cos(\varphi )+\mathrm {i} \sin(\varphi ))=r\cdot \mathrm {e} ^{\mathrm {i} \varphi }}
Hơn thế,
{\displaystyle c+d\,\mathrm {i} =s\cdot (\cos(\psi )+\mathrm {i} \sin(\psi ))=s\cdot \mathrm {e} ^{\mathrm {i} \psi }}, mà từ đó ta có:
{\displaystyle (a\cdot c-b\cdot d)+(a\cdot d+b\cdot c)\,\mathrm {i} =r\cdot s\cdot (\cos(\varphi +\psi )+\mathrm {i} \sin(\varphi +\psi ))=r\cdot s\cdot \mathrm {e} ^{\mathrm {i} (\varphi +\psi )}}
Ý nghĩa hình học là chúng ta nhân các độ dài và cộng các góc.

### Tích của 2 quaternion
Tích của 2 quaternion có thể được tìm thấy trong bài viết về quaternions. Tuy nhiên cũng cần lưu ý điểm thú vị rằng {\displaystyle a\cdot b} và {\displaystyle b\cdot a} nói chung là phân biệt.

## Tích của chuỗi số
Toán tử đại diện tích của một chuỗi số là ký tự Hy Lạp viết hoa pi ∏ (tương tự việc sử dụng ký tự viết hoa Sigma ∑ để đại diện tổng). Tích của chuỗi chỉ gồm một số chính là số đó. Tích của không phần tử nào được gọi là tích rỗng và bằng 1.

## Vành giao hoán
Vành giao hoán có một phép nhân.

### Các lớp dư của số nguyên
Các lớp dư trong vành {\displaystyle \mathbb {Z} /N\mathbb {Z} } có thể cộng với nhau:
{\displaystyle (a+N\mathbb {Z} )+(b+N\mathbb {Z} )=a+b+N\mathbb {Z} }
và nhân được với nhau:
{\displaystyle (a+N\mathbb {Z} )\cdot (b+N\mathbb {Z} )=a\cdot b+N\mathbb {Z} }

### Vành các hàm
Hàm số thực có thể cộng và nhân nhau bằng cách nhân kết quả của chúng:
{\displaystyle (f+g)(m):=f(m)+g(m)}
{\displaystyle (f\cdot g)(m):=f(m)\cdot g(m)}

### Tích chập

Tích chập của sóng vuông với chính nó cho phép các hàm tam giác

Hai hàm đồng hóa có thể nhân nhau theo một cách khác gọi là tích chập.
Nếu
{\displaystyle \int \limits _{-\infty }^{\infty }|f(t)|\,\mathrm {d} t<\infty \qquad {\mbox{và}}\qquad \int \limits _{-\infty }^{\infty }|g(t)|\,\mathrm {d} t<\infty ,}
thì tích phân
{\displaystyle (f*g)(t)\;:=\int \limits _{-\infty }^{\infty }f(\tau )\cdot g(t-\tau )\,\mathrm {d} \tau }
được định nghĩa và gọi là tích chập.
Dưới biến đổi Fourier, tích chập trở thành phép nhân hàm điểm.

### Vành đa thức
Tích của 2 đa thức được định nghĩa:
{\displaystyle \left(\sum _{i=0}^{n}a_{i}X^{i}\right)\cdot \left(\sum _{j=0}^{m}b_{j}X^{j}\right)=\sum _{k=0}^{n+m}c_{k}X^{k}}
trong đó
{\displaystyle c_{k}=\sum _{i+j=k}a_{i}\cdot b_{j}}

## Tích trong đại số tuyến tính

### Phép vô hướng
Bằng định nghĩa của không gian vector, ta có thể lập tích vô hướng của bất kỳ vector nào, với ánh xạ {\displaystyle \mathbb {R} \times V\rightarrow V}.